# MUTYH-assoziierte Polyposis
Die MUTYH-assoziierte Polyposis (syn. MAP, MHY associated polyposis) ist eine autosomal-rezessiv vererbbare Erkrankung. Sie ist eine adenomatöse Polyposis-Erkrankung. Erst 2002 wurde sie entdeckt und verhält sich klinisch in abgeschwächter Form wie die Familiäre adenomatöse Polyposis (FAP). Man kann daher davon ausgehen, dass sie der AFAP (attenuierte FAP) ähnelt. Bei Patienten mit einer milden Verlaufsform von adenomatöser Familiären Polyposis wird zu 15–20 % MAP diagnostiziert.

## Symptome
Diese Krankheit führt zu Polypen im Dickdarm, die unbehandelt entarten und zu Darmkrebs führen können. Allerdings zeigen Patienten einen bisher langsameren Verlauf der Symptome als Patienten mit FAP. Die Diagnose wird meist zwischen dem 49. und dem 57. Lebensjahr gestellt und Dickdarmkrebs tritt meist bei unbehandelten Patienten erst ab dem 50. oder 60. Lebensjahr ein.
Patienten mit MAP zeigen oft ähnliche Symptome wie Patienten mit FAP. Diese sind vor allem Polyposis duodenalis, Duodenalkarzinom und Osteome.

## Ursache
Ursache der Erkrankung ist eine Mutation des MUTYH-Gens. Dieses Gen liegt auf Chromosom 1 (1p34.3-p32.1), wo es auf dem Basenpaar 45.464.007 bis Basenpaar 45.475.152 zu finden ist und sich aus 16 codierten Exone zusammensetzt. Normalerweise ist das MUTYH-Gen für die Herstellung eines Proteins zuständig, welches die DNA repariert. Die Basenpaare kommen in der Regel nur in zwei Formen vor: Adenin mit Thymin und Guanin mit Cytosin. Infolge von Oxidation kann es passieren, dass Guanin mit Adenin ein Basenpaar bildet. Das vom MUTYH-Gen gebildete Protein, MUTYH-Glycosylase, erkennt diesen Fehler und repariert ihn. Gibt es eine Mutation auf dem MUTYH-Gen, kommt es folglich zu keiner Herstellung der MUTYH-Glycosylase. Dies hat zur Folge, dass die DNA mutiert und Krebs entstehen kann.

## Erbgang
Der Erbgang ist autosomal-rezessiv. Dies hat vor allem zur Folge, dass – im Gegensatz zu FAP – Kinder genetisch belastet sein können, ohne dass die Eltern phänotypische Anzeichen haben. Allerdings müssen beide Elternteile Träger der Erbanlage sein. Für die Patienten entsteht daher selten der Verdacht, dass sie an einer solchen Erkrankung leiden.
Allerdings ist zu erwähnen, dass aus dem Erbgang resultiert, dass Geschwister eines MAP-Patienten ein 25%iges Risiko besitzen, ebenfalls an dieser Erbkrankheit erkrankt zu sein. Kinder eines MAP-Patienten sind auf jeden Fall Träger dieser Erbkrankheit.
Man fand heraus, dass ein Prozent der Bevölkerung Träger dieser Erbkrankheit ist. Kinder eines MAP-Patienten haben daher eine Wahrscheinlichkeit von 0,5 % (homozygotes Erbmaterial und heterozygotes Erbmaterial; 1 %, dass sich durch zwei mögliche Genotypen auf 0,5 % reduziert) ebenfalls an MAP zu erkranken. Geschwister und Kinder sollten trotzdem ständig zur Vorsorgeuntersuchungen gehen.